# Eupithecia geroldiata
Eupithecia geroldiata là một loài bướm đêm trong họ Geometridae.